# Nave de Haver
Nave de Haver é uma povoação raiana portuguesa sede da Freguesia de Nave de Haver do Município de Almeida, freguesia com 41,13 km² de área e 295 habitantes (censo de 2021), tendo, por isso, uma densidade populacional de 7,2 hab./km².
Situa-se junto à raia, a cerca de 3,5 km da margem direita da ribeira de Tourões, afluente da margem esquerda do rio Águeda. Dista 22 km de Almeida e 8 km de Vilar Formoso. 
Em Nave de Haver fez-se antigamente a exploração de volfrâmio por processos artesanais e com a mercantilização a ser objeto de contrabando. Relevo especial merecem as "arcoses" de Nave de Haver, onde há uma formação superficial de aluviões que apresenta uma concentração de minério (cassiterite e limonite) que justifica a sua exploração. Era famosa a produção de telha artesanal e aqui localizavam-se os únicos telhais do concelho que mobilizam muitas famílias. 
A igreja paroquial tem a invocação de São Bartolomeu Apóstolo.
Em 1940 contava com 1521 habitantes, mas a sua população tem vindo a sofrer um acentuado decréscimo, cifrando-se o volume atual de 358 habitantes.
Poço Velho integra também a freguesia de Nave de Haver. Poço Velho no século XVIII foi termo de Castelo Bom e Bispado de Pinhel.

## Festas tradicionais
Esta freguesia, todos os anos na segunda semana de agosto, é visitada por turistas e familiares das pessoas que lá vivem, por ocasião da festa tradicional. Essa festa começa de manhã por volta das 7:30h, quando os residentes na freguesia, turistas e familiares, vão buscar os touros que estão acompanhados por cabrestos (touros mansos) ao lameiro.
No caminho para a praça os touros são levados por cavalos que os rodeiam. Ao "lado" dos cavalos vão tratores e motos.
Depois de irem buscar os touros ao lameiro soltam-nos numa praça que está à entrada da freguesia. Na hora do almoço as pessoas costumam comer e beber nas barracas que abrem a porta da praça, de dia e de noite. Enquanto que a maior parte das pessoas come e bebe, outras estão a cobrir os chifres dos touros com tropeções, para não magoarem as pessoas a quem marrarem.
Depois do almoço voltam todos para a praça, para verem a largada. Ai as pessoas "brincam" com os touros, saltando por cima e passando por frente deles.

## Demografia
Nota: Nos anos de 1864 a 1878 pertencia ao concelho de Sabugal. Passou para o atual concelho (atual município) por decreto de 01/03/1883.
| Distribuição da População por Grupos Etários | Distribuição da População por Grupos Etários | Distribuição da População por Grupos Etários | Distribuição da População por Grupos Etários | Distribuição da População por Grupos Etários |
| -------------------------------------------- | -------------------------------------------- | -------------------------------------------- | -------------------------------------------- | -------------------------------------------- |
| Ano                                          | 0-14 Anos                                    | 15-24 Anos                                   | 25-64 Anos                                   | > 65 Anos                                    |
| 2001                                         | 29                                           | 34                                           | 195                                          | 246                                          |
| 2011                                         | 17                                           | 10                                           | 121                                          | 210                                          |
| 2021                                         | 9                                            | 10                                           | 69                                           | 207                                          |

## Património
- Edificado:
  - Praça de Touros - século XXI (2003);
  - Fontanário e Tanque - século XIX

- Religioso:
  - Igreja Matriz - século XVI/XVII (Maneirista);
  - Igreja de Nossa Senhora da Conceição em Poço Velho - século XVII (Maneirista);
  - Capela de S. Pedro - século XVIII;
  - Capela do Santo Cristo - século XVIII;
  - Capela de Santa Bárbara - século XVIII

- Natural e Lazer:
  - "Arcoses" Minerais (Cassiterite e Limonite);
  - Biótopo de Carvalho Negral na Zona do Carril